# Albavilla
Albavilla is een gemeente in de Italiaanse provincie Como (regio Lombardije) en telt 6070 inwoners (31-12-2004). De oppervlakte bedraagt 10,6 km², de bevolkingsdichtheid is 575 inwoners per km².
De volgende frazioni maken deel uit van de gemeente: Carcano, Corogna, Vill'Albese, Molena, Saruggia.

## Demografie
Albavilla telt ongeveer 2561 huishoudens. Het aantal inwoners steeg in de periode 1991-2001 met 7,6% volgens cijfers uit de tienjaarlijkse volkstellingen van ISTAT.
| Jaar | Inwoneraantal |
| ---- | ------------- |
| 1991 | 5517          |
| 2001 | 5938          |

## Geografie
De gemeente ligt op ongeveer 427 m boven zeeniveau.
Albavilla grenst aan de volgende gemeenten: Albese con Cassano, Alserio, Orsenigo, Erba, Ponte Lambro, Faggeto Lario.

## Externe link

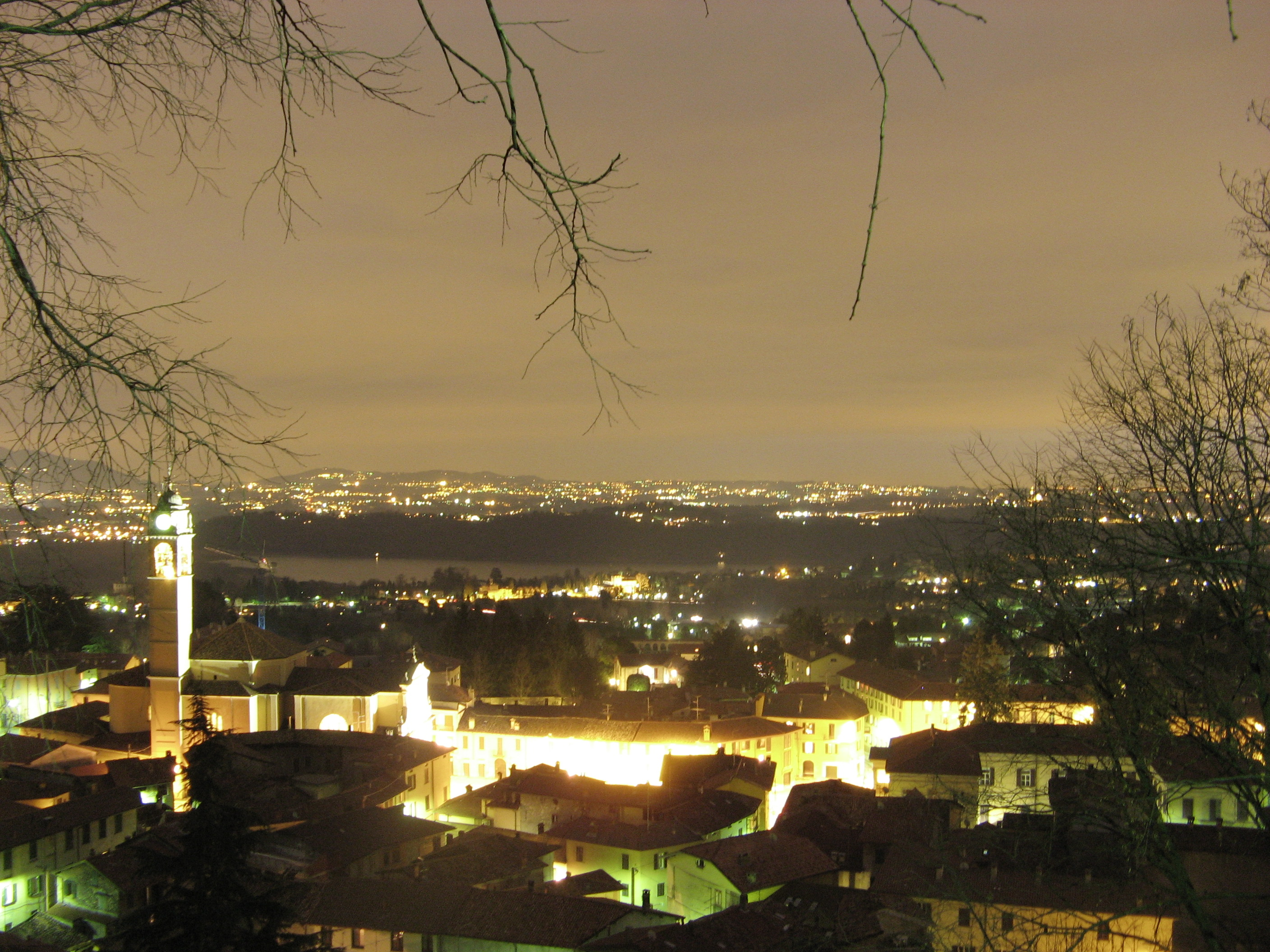
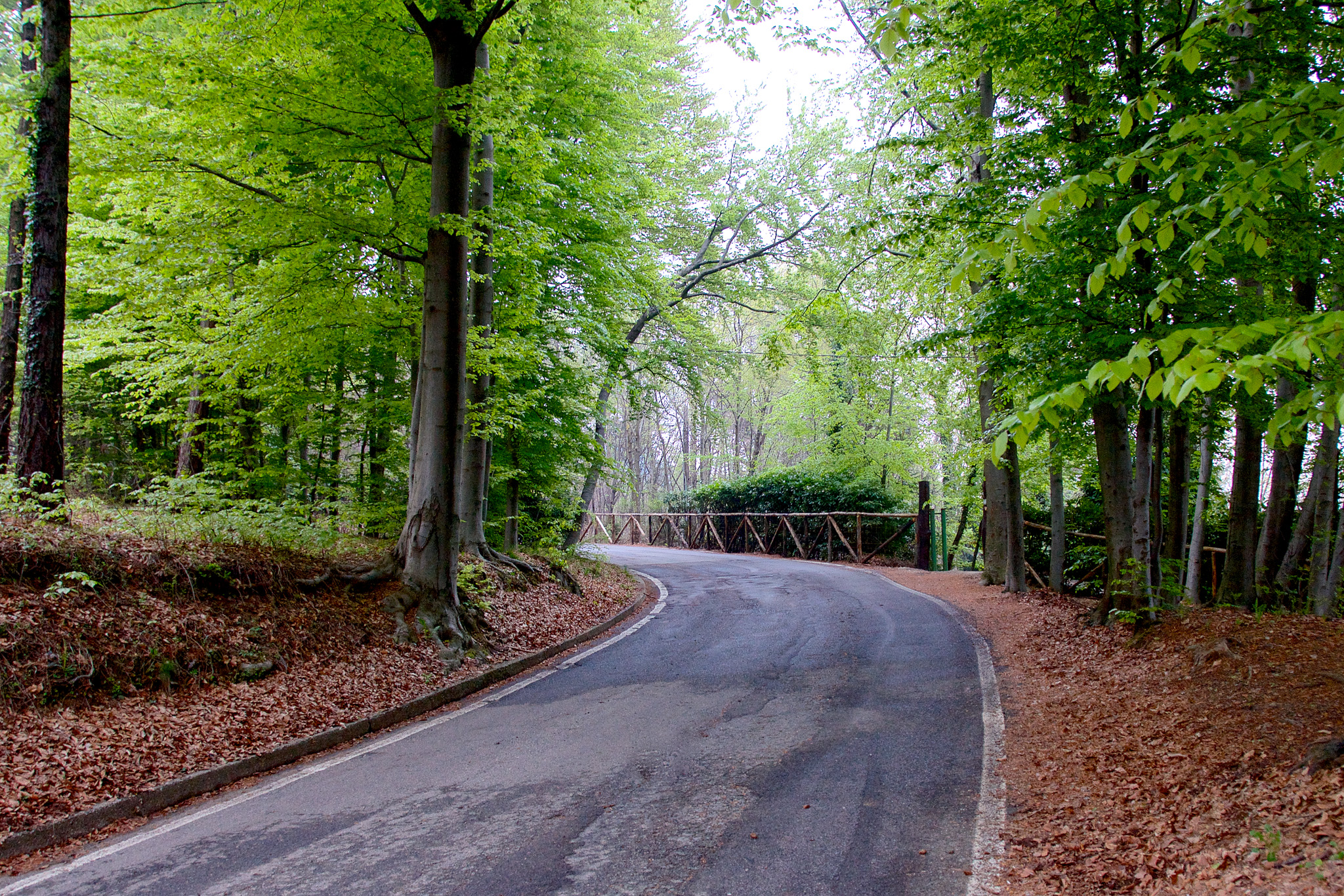
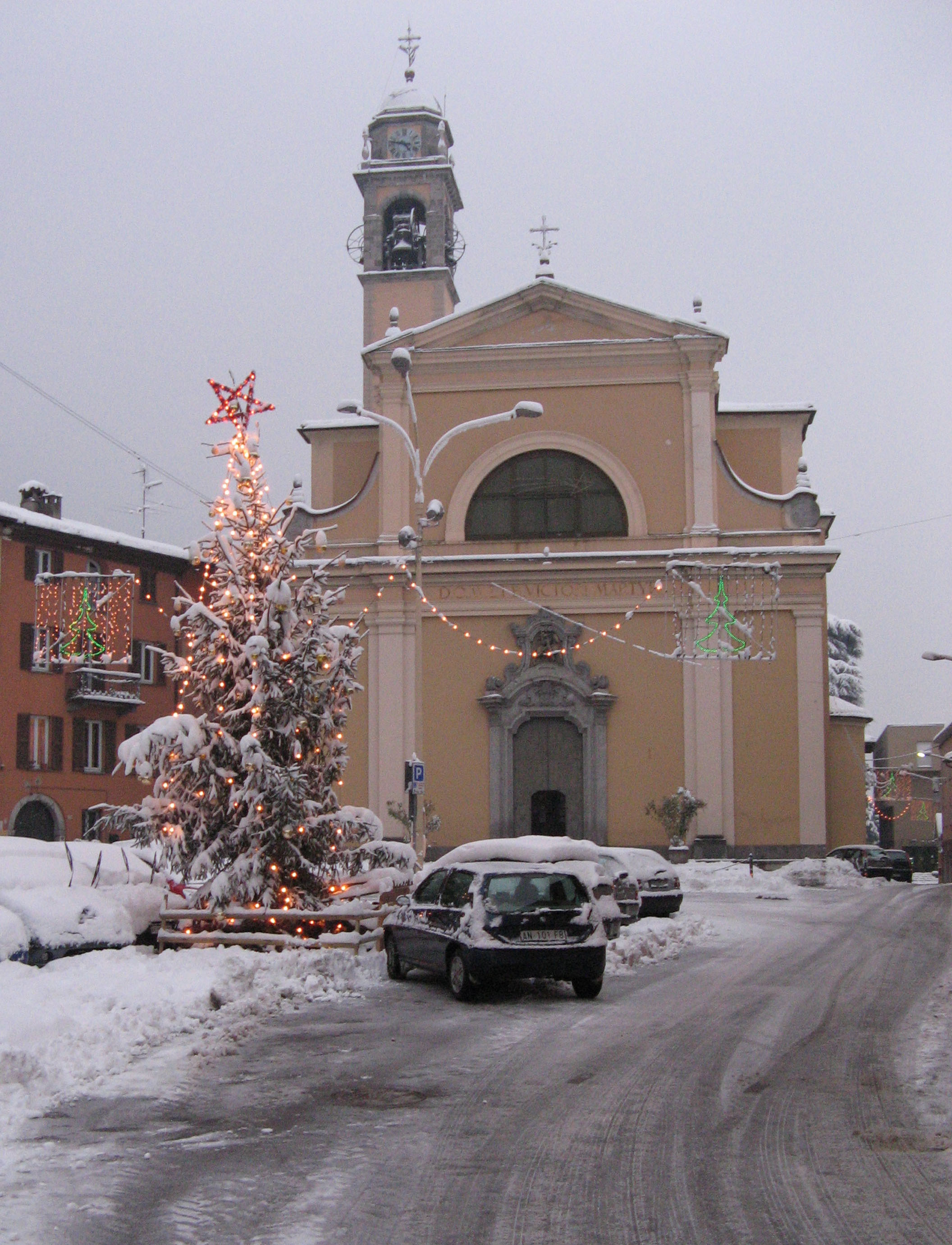
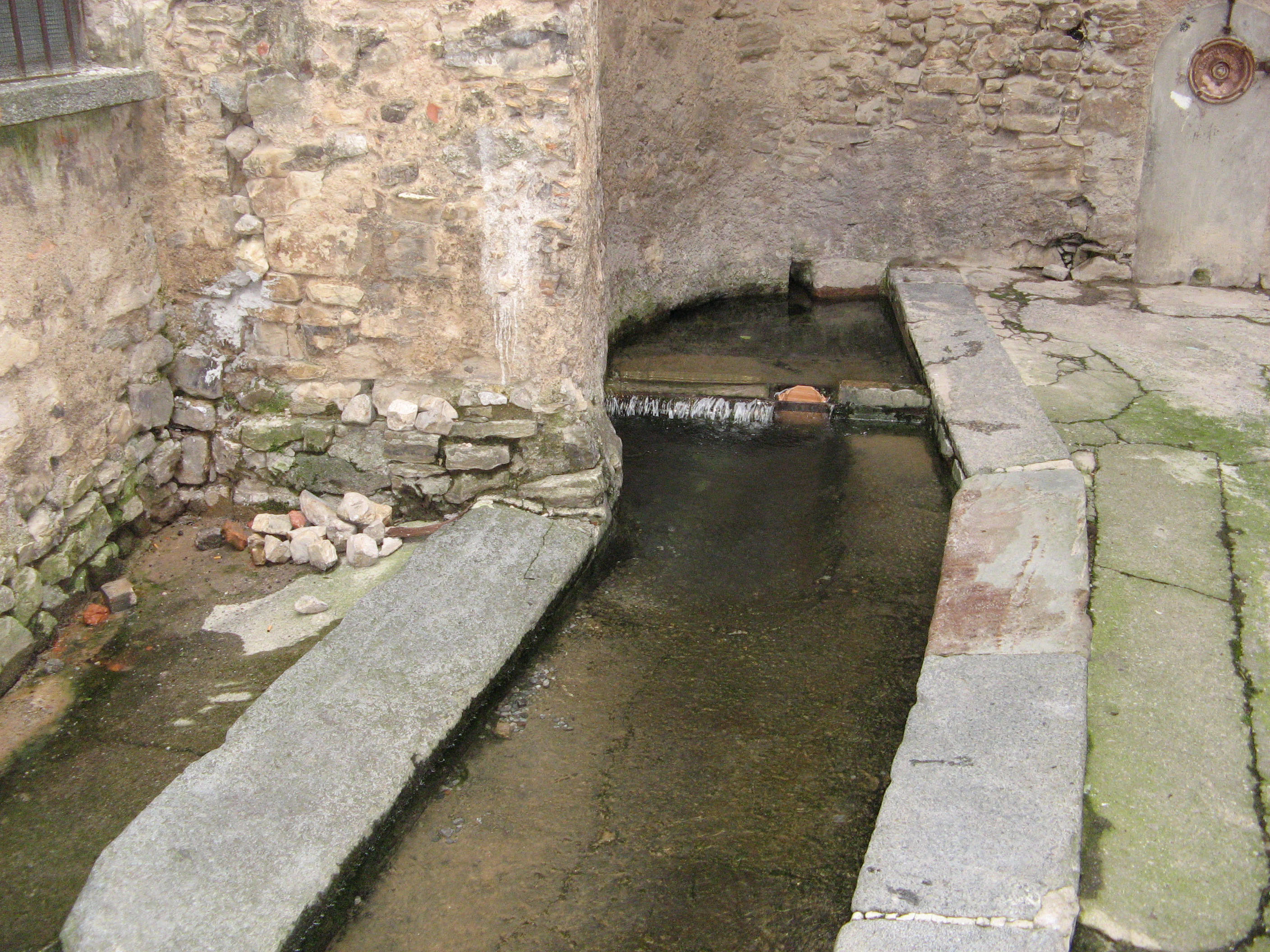
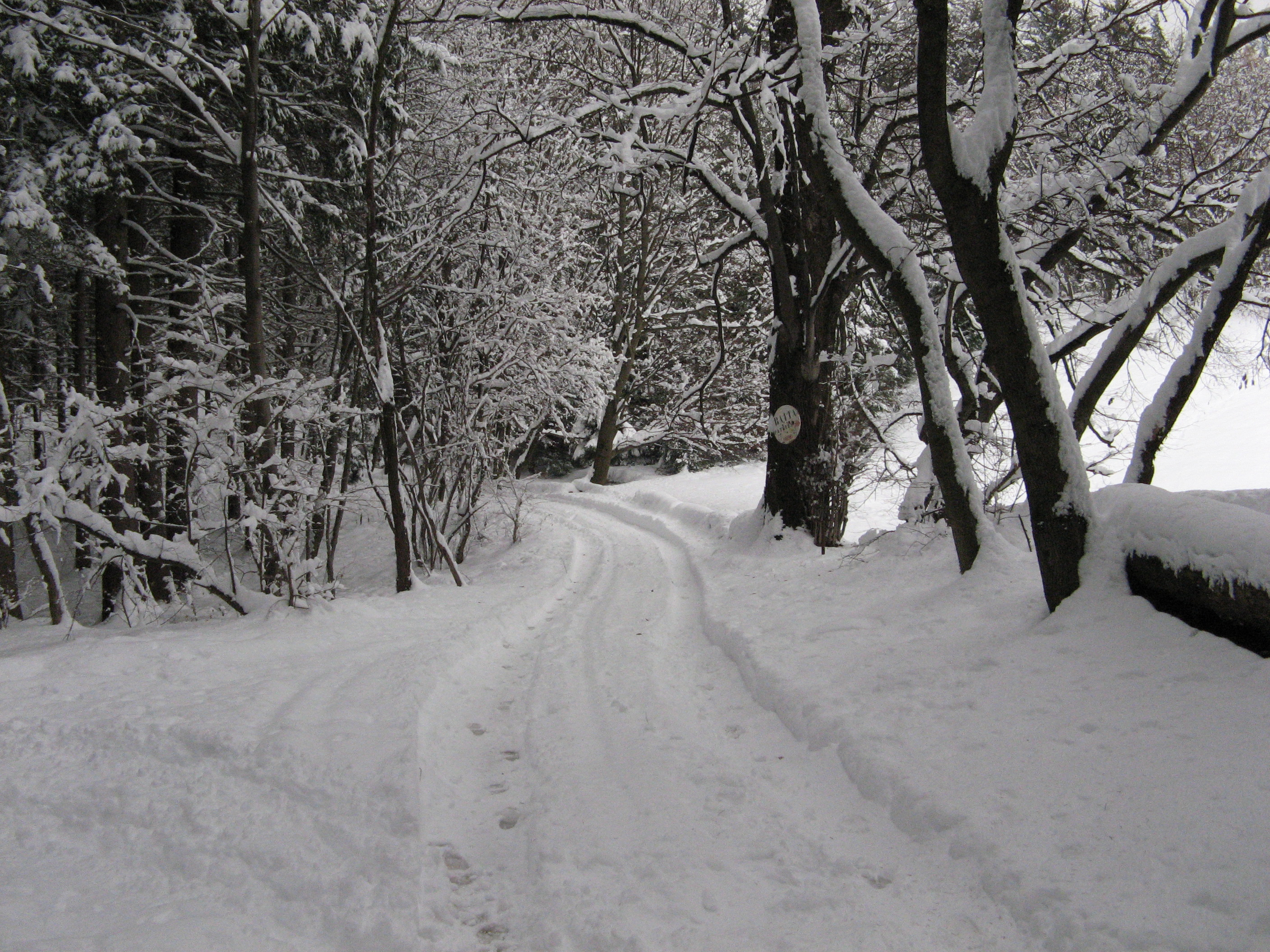